# Hero i Leandre

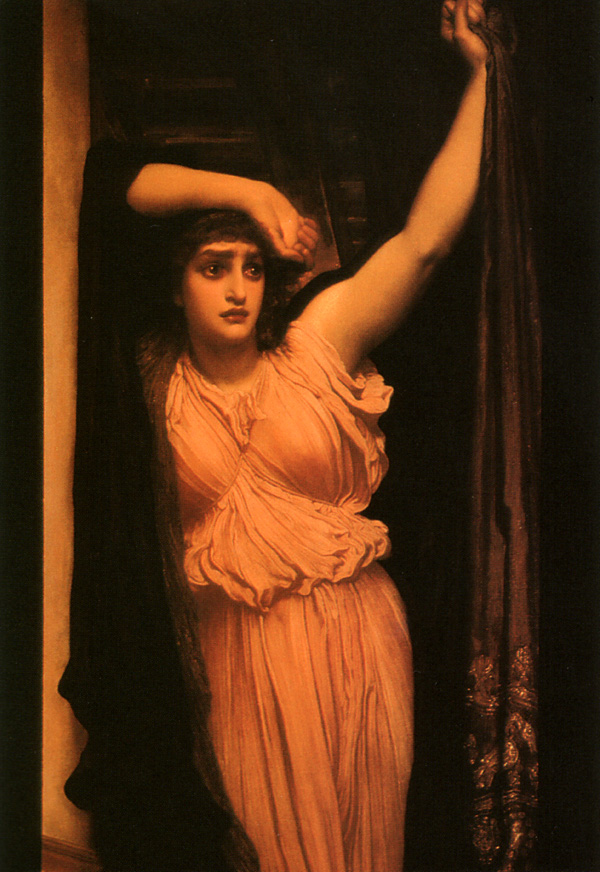
The Last Watch of Hero per Frederic Leighton, on Hero espera a Leandre durant una tempesta.

Hero i Leandre és un mite grec que relata la història d'Hero (grec antic: Ἡρώ, una adoradora d'Afrodita que habitava una torre a Sestos a Hel·lospont en el lloc europeu dels actuals Dardanels i de Leandre (grec antic: Λέανδρος, Léandros), un home jove d'Abidos a la banda oposada de l'estret. Leandre s'enamorà d'Hero. Els pares d'ambdòs joves es van oposar al seu matrimoni i un dia, farts dels seus encontres malgrat la seva oposició, els prohibiren terminantment qualsevol contacte i els joves idearen un pla per a veure's en secret.
Cada nit, Hero encenia un llum des de la torre, i aquest llum servia de guia perquè Leandre en la riba oposada,travessés i arribés fins a ella. Una nit, tanmateix, hi va haver una gran ventada que va apagar el llum encès per part d'Hero, per la qual cosa l'amant va perdre el camí i va morir ofegat. Hero es va suïcidar llançant-se des de la torre. Tots dos van acabar morts i els seus pares es van penedir d'haver-se oposat al desig dels fills d'estar junts.